# Premier League (Bahrein)
De Premier League is de hoogste voetbalcompetitie in het Aziatische land Bahrein. De divisie is opgericht in 1957, en tot dusver het vaakst gewonnen door Muharraq Club (34 keer). De landskampioen kwalificeert zich voor de AFC Cup. Er nemen tien ploegen deel aan de competitie.

## Totaal aantal kampioenschappen
Het aantal kampioenschappen per club.
| Club               | Aantal |
| ------------------ | ------ |
| Muharraq Club      | 34     |
| Bahrain Riffa Club | 12     |
| Bahrain Club       | 5      |
| Al-Ahli            | 5      |
| Hidd SCC           | 2      |
| Arabi Club         | 1      |
| Al Hala            | 1      |
| Al-Nasr            | 1      |
| East Riffa Club    | 1      |
| Busaiteen Club     | 1      |
| Malkiya Club       | 1      |

## Landskampioenen
- 1957 : Muharraq Club
- 1958 : Muharraq Club
- 1959 : Al-Nasr
- 1960 : Muharraq Club
- 1961 : Muharraq Club
- 1962 : Muharraq Club
- 1963 : Muharraq Club
- 1964 : Muharraq Club
- 1965 : Muharraq Club
- 1966 : Muharraq Club
- 1967 : Muharraq Club
- 1968 : Bahrain Club
- 1969 : Al-Ahli
- 1970 : Muharraq Club
- 1971 : Muharraq Club
- 1972 : Al-Ahli
- 1973 : Muharraq Club
- 1974 : Muharraq Club

- 1975 : Arabi Club
- 1976 : Muharraq Club
- 1977 : Al-Ahli
- 1978 : Bahrain Club
- 1979 : Al Hala
- 1980 : Muharraq Club
- 1981 : Bahrain Club
- 1982 : Bahrain Riffa Club
- 1983 : Muharraq Club
- 1984 : Muharraq Club
- 1985 : Bahrain Club
- 1986 : Muharraq Club
- 1987 : Bahrain Riffa Club
- 1988 : Muharraq Club
- 1989 : Bahrain Club
- 1990 : Bahrain Riffa Club
- 1991 : Muharraq Club
- 1992 : Muharraq Club

- 1993 : Bahrain Riffa Club
- 1994 : East Riffa Club
- 1995 : Muharraq Club
- 1996 : Al-Ahli
- 1997 : Bahrain Riffa Club
- 1998 : Bahrain Riffa Club
- 1999 : Muharraq Club
- 2000 : Bahrain Riffa Club
- 2001 : Muharraq Club
- 2002 : Muharraq Club
- 2003 : Bahrain Riffa Club
- 2004 : Muharraq Club
- 2005 : Bahrain Riffa Club
- 2006 : Muharraq Club
- 2007 : Muharraq Club
- 2008 : Muharraq Club
- 2009 : Muharraq Club
- 2010 : Al-Ahli

- 2011 : Muharraq Club
- 2012 : Bahrain Riffa Club
- 2013 : Busaiteen Club
- 2014 : Bahrain Riffa Club
- 2015 : Muharraq Club
- 2016 : Hidd SCC
- 2017 : Malkiya Club
- 2018 : Muharraq Club
- 2019 : Bahrain Riffa Club
- 2020 : Hidd SCC
- 2021 : Bahrain Riffa Club